# Jakabffy család

## Kristóff alias Jakabffy család története

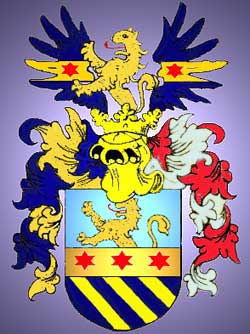
Kristóff alias Jakabffy Simon és Miklós családi vonalának cimere

Az erdélyi örmény Jakabfi (Hágopsáján)  család egyik azoknak, melyeket I. Apafi Mihály erdélyi fejedelem telepített le Erdélyben. Az 1600-as évek-ből származó leiratok Kristóff alias Jakobfi (Jakobffi, Jakobffy) néven említette őket mint tehetős örmény kereskedőket, akik Moldvából előbb Erdélyben, majd a Bánságban telepedtek le. Földterületeket béreltek, vásároltak,  új hazájukban, nagy Magyarországon, majd 1760-ban nemesi címet is szereztek. 
Jelentős részt vállaltak a magyar úri, tisztviselői és birtokos gazdatársadalom kialakításában és megszilárdításában a majd 200 éves török megszállás után. 
- Erdélyi örmények, nevük eredete:[3]
- Magyarországi örmények történelmi áttekintése:[4]

Címeres nemeslevelet kapták: Laxenburg, 1760. május 8. Kristóff alias Jakabffy Simon szamosújvári kereskedő, neje Issekutz Manuság, gyermekei: Kristóf, Miklós, Tódor, Jakab, Antal, Mária és Kata (Liber Regius Transsylvaniae X. kötet, 572. o.), továbbá testvére Kristóff alias Jakabffy Miklós szamosújvári kereskedő, neje Lázár Ágnes, gyermekei: Kristóf, Jakab, Antal, Anna, Rebsima, Mária, Chamal, Csichatum és Kata (Liber Regius Transsylvaniae X. kötet,  576. o.). Pár hónappal később címeres nemeslevelet kapott Kristóf szamosújvári kereskedő, neje Hosszú Kata, fia János is Jakabffy névvel. Bécs, 1760. október 7. (Liber Regius Transsylvaniae X. kötet, 668. o.)

## Jakabffy-címerek

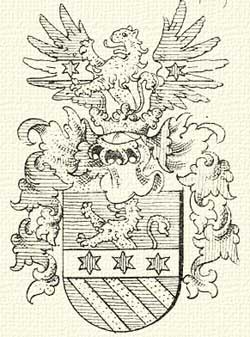
I. Jakabffy-címer

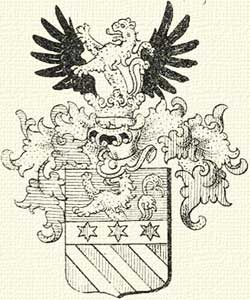
II. Jakabffy-címer

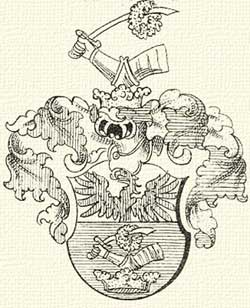
III. Jakabffy (Jacobffi)-címer

A Jakabffy családoknak Mária Terézia királynő által 1760-ban adományozott nemesi oklevelek (armalis) címereit 1768. február 8-án mutatták be Kállón (Szabolcs vm.). Jakabffy Simon és Miklós címerében a sisak díszében a két hatágú vörös csillag a két testvért hivatott jelképezni.        
- Jakabffy család történelme:[6]

Szamosújvár után a család fellegvára Krassó-Szörény vármegye lett, de megtaláljuk utódaikat  később Arad, Bihar, Csanád, Kolozs, Torda, Torontál és Zala vármegyékben is. A Jakabffy család sok tagja megyei hivatalt viselt valamelyik bánsági vármegyében. Zala vármegyében Jakabffy Gergely 1837–1844-ben főszámvevő. Jakabffy György Csanád vármegye táblabírája, majd alispánja. Jakabffy Simon Krassó vármegye alispánja, majd a magyar helytartótanácsnál Bécsben a kancellária előadótanácsosa volt. Testvére, Jakabffy Kristóf 1836-ban főszolgabíró, 1848-ban krassói alispán; gyermektelen, Lugoson élt. Testvére, Jakabffy Miklós táblabíró, volt krassói követ Szamosújvárott született 1776. augusztus 22-én és Zaguzsen helységet bírta. Gyermekei, Jakabffy Imre és Jakabffy Gyula 1841-ben statuáltattak a nevezett helységben. Családi döntés szerint a zaguzséni birtok 1850-ben a két fiú között osztódott meg.

## Jakabffyak, akik közéleti tisztségviselő posztokat töltöttek be
- Királyi kancellária tanácsos: Jakabffy Simon (1765–1840).
- Minisztériumi belső titkos tanácsos: Jakabffy Imre (1850–1930).[7]
- Minisztériumi számvevőségi főtanácsos: Jakabffy Zoltán Ede (1891–1960).[8]
- Magyar kir. pénzügyi főtanácsos: Jakabffy Elemér Kázmér (1871–1955).
- Felsőház tagja: Jakabffy Gyula[7]
- Országgyűlési képviselő: Jakabffy Simon, Jakabffy Miklós, Jakabffy István (1847–1909), Jakabffy Imre, Jakabffy Ferenc (1848–1913),[7] Jakabffy Emil, Jakabffy Elemér (1881–1963).[7]
- Államtitkár: Jakabffy Imre, Jakabffy Károly.
- Miniszteri osztályfőnök: Jakabffy Károly, Jakabffy Zoltán (1877–1945).
- M. kir. Postatakarékpénztár vezérigazgató: Jakabffy Károly (1882–1954).
- M. kir. posta- és távirda titkár: Jakabffy Kálmán (1888–1972).
- Magyar Tudományos Akadémia tagja: Jakabffy Elemér (1881–1963).[9]
- Főispán: Jakabffy Simon, Jakabffy Imre, Jakabffy István Ferenc (1875–1937), Jakabffy Gyula (1878–1969).[10]
- Alispán: Jakabffy Simon, Jakabffy Kristóf (1791–1863), Jakabffy György, Jakabffy Imre.
- Táblabíró: Jakabffy Simon, Jakabffy Miklós (1740–1831), Jakabffy Lázár (1764–1833), Jakabffy Gergely (1767–1846), Jakabffy György, Jakabffy Kristóf, Jakabffy Imre, Jakabffy Pál.
- Főszolgabíró: Jakabffy Kristóf, Jakabffy Károly, Jakabffy Gyula (1911–-1989), Jakabffy István.
- Főbíró: Kristóff alias Jakabffy (1643–1714), ifj. Kristóff alias Jakabffy (?–1737), Kristóff alias Jakabffy Miklós.
- Főügyész: Jakabffy Pál (1823–1891).
- Pénzügyi főtanácsos: Jakabffy Ernő (1897–1953).
- Járásbíró: Jakabffy Károly (1831–1913), Jakabffy Titusz.
- Kúriabíró, törvényszéki elnök: Jakabffy Pál (1860–1940).

E tisztségviselőkön kívül voltak Jakabffyak, akik az élet más területein is kiemelkedő teljesítményt értek el hivatásukat gyakorolva: 
- Jakabffyak:[11]

## Jakabffy előnevek
Történelmük az idő teltével megkülönböztetett élesdi, élesdi és telegdi, erzsébetvárosi, gyergyói, gyergyó-alfalvi, somozközi, szamosközi, szamosújvári és zaguzseni Jakabffyakat.

## A Jakabffy névhez kapcsolódó információk
- 1000 éves múltra visszatekintő Gundelfingen, Gundelfinger-ek.[12]
- Német származással bíró Uitz-ok.[13]
- Székely-magyarnak érző Dencz család.[14]
- Jakabffy Elemér Alapítvány.[15]
- Jakabffy Éva Zoé, tudományos és környezetvédelmi újságíró, filozófus, pszichológus.[16]
- Jakabffy Tamás, újságíró, kritikus, lapszerkesztő, médiareferens, karnagy.[17]
- Jakabffy Zsófia, újságíró, fitnesztanácsadó, személyi edző.[18]
- Jakabffy Zsolt Attila, a Kaliforniai Református Egyházközség vezetője.[19]

## Zalai Jakabfiak
A név első írásos nyomait az 1400-as években találtam. Archív írások tanúskodtak arról, hogy nevük változó formában maradt hátra az utókorra: Jakabfi, Jakabfia, Jakabffi, Jakabfy, Jakabfalvi, Jakabházi. A korabeli feljegyzések szerint székely-magyar gyökerekkel rendelkező gazdálkodó családok voltak. A Hunyadiak idején közülük többen a törökök ellen harcoltak. A XV–XVI. században voltak e névvel nemesek Zala, Vas, Kolozs és Szilágy-Bodrog vármegyékben is. A kutyabőr egyeseket feljogosított birtokukra utaló előnév viselésére. Így voltak Dobokai, Korpadi, Pethenyeházai, Zakadathi, Pesthi, Szakadati, Balwanyosi, Kwssali, Somogyi, Orywári, Kalpahi, Haranglábi Jakabfyak, hogy csak egy párat említsek. A zalai eredettel bírók fellegvára Nemeshetés és Pakod volt. Nemesi oklevelüket végvári vitézségükért kapták az 1500-as években. E családok csak névrokonai az örmény gyökerekkel bíró, XVII. században feltűnt erdélyi Jakabffyaknak.
- Hetési Jakabffy család: 1718-ban Jakabffy György nemességének igazolásakor a tanúk elmondása szerint több száz éve Hetésen laktak, és a „tatárok vágták le őket”. Az iratokból kiderült, hogy amikor nemességüket igazolták, a tanúk elmondták, hogy már az 1630. esztendőben „valóságos nemesek” voltak. Az 1845-ös nemesi összeírásban is szerepelt nevük. 1737-ben III. Károly német-római császár és magyar király adománylevelében engedélyezte több nemesi családnak, köztük Jakabfi Györgynek is Hetés és a környező birtokok gondozását. Kétszer országos vásárt is tarthattak a királyi városok jogai alapján Hetés határában, ahol Szent László király tiszteletére egy kápolna állt.

- Pakodi Jakabffy család: Vas megye 1748-ban igazolta nemességét Jakabffy Bálintnak. 1786-ban igazolta nemességét Pakodon is, aki a Vas megyei Nagy-Koltáról érkezett. Fia, Jakabffy Benedek, valamint az ő fiai már Pakodon születtek: Benedek, József és Bálint.

- Zalai Jakabffy, Jakabfi, Jakabfy családok történelme:[20]